# The Original Telstar: The Sounds of The Tornadoes
| Recensione   | Giudizio        |
| ------------ | --------------- |
| AllMusic     | [ 2 ]           |
| Sputnikmusic | 4.0 (Excellent) |

The Original Telstar - The Sounds of The Tornadoes è l'album discografico di debutto del gruppo musicale rock britannico The Tornadoes, pubblicato dall'etichetta discografica London Records nel 1962.

## Tracce

### LP
Lato A
1. Telstar – 3:15 (Joe Meek)
2. Red Roses and a Sky of Blue – 2:20 (Joe Meek)
3. Chasing Moonbeams – 1:37 (Roger LaVern)
4. Earthy – 2:00 (Alan Caddy)
5. Swinging Beefeater – 2:08 (Joe Meek)
6. Theme from a Summer Place (dal film Scandalo al sole) – 2:07 (Mack Discant, Max Steiner)

Lato B
1. Love and Fury – 2:40 (Robert Duke)
2. Dreamin' on a Cloud – 2:05 (Heinz Burt)
3. Ridin' the Wind – 2:57 (George Bellamy)
4. The Breeze and I – 2:13 (Al Stillman, Tutti Camarata, Ernesto Lecuona)
5. Jungle Fever – 2:10 (Geoffrey Goddard)
6. Popeye Twist – 2:30 (Alan Caddy)

## Formazione
- Alan Caddy - chitarra solista
- George Bellamy - chitarra ritmica
- Roger La Vern - organo
- Heinz Burt - basso
- Clem Cattini - batteria[4]

## Classifica
Singoli
| Anno | Titolo del brano | Classifica             | Posizione raggiunta |
| ---- | ---------------- | ---------------------- | ------------------- |
| 1962 | Telstar          | Billboard Hot 100      | 1                   |
| 1963 | Ridin' the Wind  | Billboard Hot 100      | 63                  |
| 1963 | Telstar          | Hot R&B/Hip-Hop Songs  | 5                   |
| 1962 | Telstar          | Official Singles Chart | 1                   |